# Elecciones legislativas de Argentina de 1886
Las elecciones legislativas de Argentina de 1886 se realizaron el 7 de febrero del mencionado año para renovar la mitad de la Cámara de Diputados, cámara baja del Congreso de la Nación Argentina. Santa Fe tuvo elecciones desfasadas el 28 de febrero.

## Bancas a elegir
| Provincia           | Bancas | A elegir |
| ------------------- | ------ | -------- |
| Buenos Aires        | 16     | 9        |
| Capital Federal     | 9      | 4        |
| Catamarca           | 4      | 3        |
| Córdoba             | 11     | 3        |
| Corrientes          | 6      | 3        |
| Entre Ríos          | 7      | 6        |
| Jujuy               | 2      | 1        |
| La Rioja            | 2      | 1        |
| Mendoza             | 3      | 2        |
| Salta               | 4      | 2        |
| San Juan            | 3      | 1        |
| San Luis            | 3      | —        |
| Santa Fe            | 4      | 2        |
| Santiago del Estero | 7      | 4        |
| Tucumán             | 5      | 3        |
| Total               | 86     | 44       |

## Resultados por provincia
| Provincia           | Candidato                             | Votos  |
| ------------------- | ------------------------------------- | ------ |
| Buenos Aires        | Teodoro García (Partidos Unidos)      | 22.783 |
| Buenos Aires        | Julio S. Dantas                       | 22.783 |
| Buenos Aires        | Roberto Cano (Partidos Unidos)        | 22.783 |
| Buenos Aires        | Juan Carballido (Partidos Unidos)     | 22.781 |
| Buenos Aires        | Pedro Goyena (Partidos Unidos)        | 22.780 |
| Buenos Aires        | Lucio V. Mansilla (Partidos Unidos)   | 22.778 |
| Buenos Aires        | Santiago Luro (Partidos Unidos)       | 22.778 |
| Buenos Aires        | Epifanio Portela (Partidos Unidos)    | 22.775 |
| Buenos Aires        | José Manuel Estrada (Partidos Unidos) | 22.767 |
| Buenos Aires        | Eduardo Basavilbaso (PAN)             | 3.228  |
| Buenos Aires        | Julián Balbín (PAN)                   | 3.228  |
| Buenos Aires        | Daniel M. Escalada (PAN)              | 3.228  |
| Buenos Aires        | José María Ramos Mejía (PAN)          | 3.228  |
| Buenos Aires        | Carlos Basavilbaso (PAN)              | 3.228  |
| Buenos Aires        | Enrique Revilla (PAN)                 | 3.228  |
| Buenos Aires        | Ernesto Pellegrini (PAN)              | 3.228  |
| Buenos Aires        | Rufino Varela (PAN)                   | 3.227  |
| Buenos Aires        | Roque Sáenz Peña (PAN)                | 3.149  |
| Buenos Aires        | Epifanio Martínez                     | 80     |
| Buenos Aires        | Adolfo Saldías                        | 25     |
| Buenos Aires        | Leandro N. Alem                       | 5      |
| Buenos Aires        | Hilario Lagos                         | 5      |
| Buenos Aires        | Juan José Romero                      | 1      |
| Buenos Aires        | Vicente Fidel López                   | 1      |
| Buenos Aires        | Francisco Uriburu                     | 1      |
| Buenos Aires        | Gregorio Soler                        | 1      |
| Buenos Aires        | Luis María Campos                     | 1      |
| Buenos Aires        | Juan Lambruschini                     | 1      |
| Buenos Aires        | Ricardo M. Ortega                     | 1      |
| Buenos Aires        | Miguel García Fernández (h)           | 1      |
| Buenos Aires        | Ramón Muñiz                           | 1      |
| Buenos Aires        | Eduardo Carranza                      | 1      |
| Buenos Aires        | Gregorio Uriarte                      | 1      |
| Buenos Aires        | Miguel Goyena                         | 1      |
| Capital Federal     | Almancio Alcorta (PAN)                | 5.483  |
| Capital Federal     | Benjamín Zorrilla (PAN)               | 5.482  |
| Capital Federal     | José María Bustillo (PAN)             | 5.478  |
| Capital Federal     | Alejandro Leloir (PAN)                | 5.476  |
| Capital Federal     | Bartolomé Mitre (Partidos Unidos)     | 4.288  |
| Capital Federal     | Manuel Quintana (Partidos Unidos)     | 4.236  |
| Capital Federal     | Luis María Campos (Partidos Unidos)   | 4.236  |
| Capital Federal     | Ángel E. Casares (Partidos Unidos)    | 4.236  |
| Catamarca           | Antonio del Pino                      | 6.563  |
| Catamarca           | Marcos A. Figueroa                    | 6.563  |
| Catamarca           | Uladislao Augier                      | 6.562  |
| Catamarca           | Lisandro Olmos                        | 382    |
| Catamarca           | Félix F. Avellaneda                   | 382    |
| Catamarca           | Salvador de la Colina                 | 382    |
| Catamarca           | Pedro E. Koch                         | 1      |
| Córdoba             | Francisco J. Figueroa                 | 6.352  |
| Córdoba             | José Miguel Olmedo                    | 6.352  |
| Córdoba             | José del Viso                         | 6.352  |
| Córdoba             | Heraclio Roman                        | 15     |
| Córdoba             | Anselmo Luinderos                     | 15     |
| Córdoba             | Lorenzo Anadón                        | 15     |
| Corrientes          | Antonio Cáceres                       | 11.317 |
| Corrientes          | Juan J. Lubary                        | 11.317 |
| Corrientes          | José F. Soler                         | 11.317 |
| Entre Ríos          | Miguel Laurencena                     | 12.075 |
| Entre Ríos          | José V. Morán                         | 12.075 |
| Entre Ríos          | Dionisio Riquelme                     | 12.075 |
| Entre Ríos          | Camilo Villagra                       | 12.075 |
| Entre Ríos          | Ramón Calderón                        | 12.074 |
| Entre Ríos          | Onésimo Leguizamón                    | 11.214 |
| Entre Ríos          | José María Crespi                     | 514    |
| Entre Ríos          | Torcuato Gilbert                      | 29     |
| Entre Ríos          | Fidel Zaballe                         | 9      |
| Entre Ríos          | Cristóbal Gallino                     | 9      |
| Entre Ríos          | Benito E. Pérez                       | 9      |
| Entre Ríos          | José M. Piedrabuena                   | 9      |
| Entre Ríos          | Maximio Loma                          | 9      |
| Entre Ríos          | Francisco Fernández                   | 9      |
| Entre Ríos          | Francisco Quesada                     | 4      |
| Entre Ríos          | Marciano Torres                       | 3      |
| Entre Ríos          | Francisco S. Soler                    | 2      |
| Entre Ríos          | Fernando G. Méndez                    | 1      |
| Entre Ríos          | Raymundo Naveyra                      | 1      |
| Entre Ríos          | Martín Suárez                         | 1      |
| Entre Ríos          | Justo J. de Urquiza                   | 1      |
| Entre Ríos          | Polinicio D. Córdoba                  | 1      |
| Entre Ríos          | Juan L. Serro                         | 1      |
| Entre Ríos          | Gregorio J. de la Puente              | 1      |
| Entre Ríos          | Martín Meyer                          | 1      |
| Entre Ríos          | José María Cordero                    | 1      |
| Entre Ríos          | Mariano Martínez                      | 1      |
| Jujuy               | Manuel Padilla                        | 2.314  |
| Jujuy               | Plácido Sánchez de Bustamante         | 615    |
| Jujuy               | Juan A. Prado                         | 1      |
| Jujuy               | Pablo A. Prado                        | 1      |
| La Rioja            | Rubén Ocampo                          | 5.861  |
| La Rioja            | Guillermo San Román                   | 4.397  |
| Mendoza             | Emilio Civit                          | 3.457  |
| Mendoza             | Manuel J. Bermejo                     | 3.456  |
| Mendoza             | Marcos Flores                         | 1      |
| Mendoza             | Nicasio Morales                       | 1      |
| Mendoza             | M. E. Godoy                           | 1      |
| Salta               | Delfín Leguizamón                     | 10.467 |
| Salta               | Juan M. Tedín                         | 6.126  |
| Salta               | José M. Solá                          | 4.584  |
| Salta               | Arturo Dávalos                        | 102    |
| Salta               | Felipe Arias                          | 2      |
| San Juan            | Juan Agustín Cabeza                   | 3.683  |
| San Juan            | Domingo Faustino Sarmiento            | 2.037  |
| San Juan            | José Godoy                            | 1      |
| San Juan            | Juan Clemente Ortiz                   | 1      |
| Santa Fe            | Carlos Benavídez                      | 3.536  |
| Santa Fe            | Gerónimo Cello                        | 3.529  |
| Santa Fe            | Dámaso Centeno                        | 2.108  |
| Santa Fe            | Wenceslao Escalante                   | 2.100  |
| Santa Fe            | Ovidio Lagos                          | 1      |
| Santa Fe            | Eudoro Díaz                           | 1      |
| Santa Fe            | Benjamín Virasoro                     | 1      |
| Santa Fe            | Claudio Seguí                         | 1      |
| Santa Fe            | Tomás Puig                            | 1      |
| Santiago del Estero | Felipe Berdia                         | 8.599  |
| Santiago del Estero | Melitón Bruchmann                     | 8.599  |
| Santiago del Estero | Cayetano Carbonell                    | 8.599  |
| Santiago del Estero | Adolfo Ruiz                           | 8.599  |
| Tucumán             | Eudoro Avellaneda                     | 3.944  |
| Tucumán             | Pedro Ruiz Huidobro                   | 3.944  |
| Tucumán             | Ernesto Colombres                     | 3.943  |
| Tucumán             | Lidoro Quinteros                      | 16     |
| Tucumán             | Carlos Bouquet Roldán                 | 15     |
| Tucumán             | Vicente Padilla                       | 15     |
| Tucumán             | Agustín Alurralde                     | 2      |
| Tucumán             | Clementino Colombres                  | 2      |
| Tucumán             | Augusto Alurralde                     | 1      |
| Tucumán             | Ignacio Colombres                     | 1      |
| Tucumán             | Servando Viaña                        | 1      |
| Tucumán             | Manuel I. Esteves                     | 1      |
| Tucumán             | Ramón Ferreyra                        | 1      |

1. ↑  Renunció el 14 de febrero de 1887, lo reemplaza José María Ramos Mejía en 1888.
2. ↑  Renunció el 2 de mayo de 1889, lo reemplaza José R. Ibáñez en una elección especial el 7 de julio de 1889.
3. ↑  Falleció el 17 de septiembre de 1888, lo reemplaza Pablo G. Rueda en una elección especial el 21 de octubre de 1888.
4. ↑  Renuncia aceptada el 1 de julio de 1887, lo reemplaza Andrónico Castro en una elección especial el 14 de agosto de 1887.
5. ↑  Renunció el 30 de enero de 1887, lo reemplaza Sabá Hernández en una elección especial el 27 de marzo de 1887. Sabá Hernández renunció el 27 de agosto de 1888, no fue reemplazado.
6. ↑  Falleció el 21 de agosto de 1886, lo reemplaza Martín Meyer en una elección especial el 27 de marzo de 1887.
7. ↑  Renunció el 3 de junio de 1889, lo reemplaza Fabio López García en una elección especial el 28 de julio de 1889.
8. 1 2  Elección anulada por la Cámara de Diputados. Lo reemplaza Ignacio Ortiz y Felipe R. Arias en una elección especial el 6 de febrero de 1887.
9. 1 2  Elección anulada por la Cámara de Diputados. Lo reemplaza Wenceslao Escalante y Dámaso Centeno en una elección especial el 22 de agosto de 1886.

## Elecciones parciales
| Provincia           | Fecha                | Candidato              | Votos |
| ------------------- | -------------------- | ---------------------- | ----- |
| Córdoba             | 27 de junio de 1886  | Manuel A. Espinosa     | 2.411 |
| Córdoba             | 6 de marzo de 1887   | Donaciano del Campillo | 2.184 |
| Córdoba             | 6 de marzo de 1887   | Juan Manuel La Serna   | 2.184 |
| Córdoba             | 6 de marzo de 1887   | Tristán M. Almada      | 1     |
| Córdoba             | 6 de marzo de 1887   | Medardo Mayorga        | 1     |
| Córdoba             | 14 de agosto de 1887 | Rufino Varela Ortiz    | 1.933 |
| Córdoba             | 14 de agosto de 1887 | Andrónico Castro       | 1.933 |
| Entre Ríos          | 27 de marzo de 1887  | Martín Meyer           | 5.981 |
| Entre Ríos          | 27 de marzo de 1887  | Sabá Hernández         | 5.981 |
| Entre Ríos          | 24 de julio de 1887  | José María Crespo      | 4.456 |
| Jujuy               | 4 de julio de 1886   | Jorge José Zenarruza   | 2.388 |
| La Rioja            | 26 de julio de 1886  | Joaquín V. González    | 1.732 |
| Mendoza             | 19 de junio de 1887  | Adolfo Puebla          | 828   |
| Mendoza             | 19 de junio de 1887  | Pedro J. Anzorena      | 1     |
| Mendoza             | 19 de junio de 1887  | Pedro Serpez           | 1     |
| Mendoza             | 19 de junio de 1887  | Otros                  | 10    |
| Salta               | 6 de febrero de 1887 | Ignacio Ortiz          | 2.365 |
| Salta               | 6 de febrero de 1887 | Felipe R. Arias        | 2.365 |
| Santa Fe            | 22 de agosto de 1886 | Wenceslao Escalante    | 3.903 |
| Santa Fe            | 22 de agosto de 1886 | Dámaso Centeno         | 3.903 |
| Santiago del Estero | 4 de julio de 1886   | Benjamín Giménez       | 4.377 |

1. ↑  Electo para completar el mandato de Ramón J. Cárcano (1884-1888).
2. ↑  Electo para completar el mandato de Felipe Yofre (1884-1888).
3. ↑  Electo para completar el mandato de Filemón Posse (1884-1888). Juan Manuel La Serna falleció el 10 de julio de 1887, lo reemplaza Rufino Varela Ortiz en una elección especial el 14 de agosto de 1887.
4. ↑  Electo para completar el mandato de Filemón Posse (1884-1888).
5. ↑  Electo para completar el mandato de José del Viso (1886-1890).
6. ↑  Electo para completar el mandato de Onésimo Leguizamón (1886-1890).
7. ↑  Electo para completar el mandato de Ramón Calderón (1886-1890). Sabá Hernández renunció el 27 de agosto de 1888, no fue reemplazado.
8. ↑  Electo para completar el mandato de Antonio F. Crespo (1884-1888).
9. ↑  Electo para completar el mandato de Domingo G. Pérez (1884-1888).
10. ↑  Electo para completar el mandato de Francisco Vicente Bustos (1884-1888).
11. ↑  Electo para completar el mandato de Juan E. Serú (1884-1888).
12. 1 2 3 4  Electo para el mandato de 1886-1890, luego de la anulación de la elección general de 1886.
13. ↑  Electo para completar el mandato de Víctor C. Beltrán (1884-1888).